# Orangia cookei
Orangia cookei é uma espécie de gastrópode da família Charopidae.
É endémica de Polinésia Francesa.